# Micaela Góes
Micaela Góes (Rio de Janeiro, 9 de fevereiro de 1975) é uma apresentadora e ex-atriz brasileira. Tornou-se conhecida nacionalmente ao interpretar Maria Lua em A História de Ana Raio e Zé Trovão e a antagonista Sílvia em Jamais te Esquecerei. 
Desde 2011 apresenta o programa de organização Santa Ajuda no GNT.

## Biografia
Antes de ser atriz, Micaela Góes morou três anos na Alemanha, onde se formou como bailarina na renomada companhia Stuttgart Ballet. Micaela voltou para o Brasil, onde cursou Artes Cênicas.
Desde 2011 apresenta o programa Santa Ajuda no GNT.

## Vida pessoal
É irmã da também atriz Georgiana Góes. Em 1997, as irmãs Góes, Micaela e Georgiana, atuaram juntas na telenovela O Amor Está no Ar, na Rede Globo.
É casada com o engenheiro químico Pedro Xavier Hermeto, com quem tem duas filhas: as gêmeas Júlia e Lara, nascidas em 2010.

## Filmografia

### Televisão
| Ano           | Titulo                                     | Personagem                                   | Notas                                 |
| ------------- | ------------------------------------------ | -------------------------------------------- | ------------------------------------- |
| 1990          | A História de Ana Raio e Zé Trovão         | Maria Lua Miranda Nazaré                     |                                       |
| 1995          | Engraçadinha... Seus Amores e Seus Pecados | Paula                                        |                                       |
| 1995          | A Idade da Loba                            | Maria Fernanda Montenegro Albuquerque / Lili |                                       |
| 1996          | Você Decide                                | Ana                                          | Episódio: "O Segredo"                 |
| 1997          | Você Decide                                | Daniela                                      | Episódio: "O Mistério do Chupa-Cabra" |
| 1997          | O Amor Está no Ar                          | Beatriz Schneider Uchoa Guimarães Ribeiro    |                                       |
| 2000          | Vidas Cruzadas                             | Raquel Vilar                                 |                                       |
| 2003          | Jamais te Esquecerei                       | Silvia Ribeiro                               |                                       |
| 2004          | Da Cor do Pecado                           | Germana (jovem)                              | Episódio: "12 de fevereiro"           |
| 2011–21       | Santa Ajuda                                | Apresentadora                                |                                       |
| 2022–presente | Desapegue se for Capaz                     | Apresentadora                                |                                       |

### Cinema
| Ano  | Título        | Papel     | Notas          |
| ---- | ------------- | --------- | -------------- |
| 2002 | Vinte e Cinco | —         | Curta-metragem |
| 2003 | Benjamim      | Aninha    |                |
| 2004 | Centro do Rio | Estudante | Curta-metragem |

## Livros
- Santa Ajuda (Globo Estilo, 2017)